# Yeóryos Samarás
Pour les articles homonymes, voir Samaras.
Yeóryos Samarás (en grec : Γεώργιος Σαμαράς), souvent appelé Yórgos Samarás (Γιώργος Σαμαράς), né le 21 février 1985 à Héraklion, est un footballeur international grec évoluant au poste d'attaquant au Real Saragosse.
Samaras commence sa carrière au OFI Crète, avant de partir pour l'Eredivisie au SC Heerenveen en 2001. Il fait ses débuts en équipe première deux ans plus tard, et après quatre saisons au club, il rejoint Manchester City pour 6 millions de £. Après l'arrivée de Sven-Göran Eriksson en tant qu'entraîneur, Samaras perd sa place dans l'équipe et, en janvier 2008, part en prêt au Celtic de Glasgow avant de signer définitivement au club de Scottish League Championship l'été suivant. Avec les Bhoys, il remporte quatre titres de champion d'Écosse, en 2008, 2012, 2013 et 2014. Il quitte le club à la fin de son contrat, en 2014, et retourne en Premier League en signant à West Bromwich.
Bien qu'il possède la nationalité australienne car son père Ioannis Samaras (en) est né à Melbourne, Samaras choisit de représenter son pays d'origine, la Grèce, et fait ses débuts pour l'équipe première en 2006. Il devient alors un membre régulier de sa sélection, prenant part à plus de 80 rencontres et participant à l'Euro 2008, la Coupe du monde 2010, l'Euro 2012 et la Coupe du monde 2014.

## Biographie

### Jeunesse
Samaras naît le 21 février 1985 à Héraklion, la capitale de la Périphérie de Crète. Son footballeur préféré durant son enfance est Marco van Basten. Samaras était également fan de basketball, et son père le laissait souvent rester éveillé jusque tard le soir pour voir son autre héros d'enfance Michael Jordan.
En 1994, il rejoint le club de son enfance, l'OFI Crète. En 1996, son père prend sa retraite et devient manager en chef de l'académie du club, une position qu'il occupe jusqu'en 2000, date à laquelle il devient entraîneur de l'équipe première. En 2001, Samaras quitte le club et signe au SC Heerenveen.

### Carrière en club
Il est parti aux Pays-Bas à 16 ans dans le club du SC Heerenveen, avant d'être transféré à Manchester City en 2006 pour 6 M£. Il dispute sa première rencontre avec City face à Newcastle, puis inscrit son premier but le 12 février 2006 contre Charlton.
Le 29 janvier 2008, Samaras est prêté au Celtic Glasgow pour six mois, et avec option d'achat. L'option a, en effet, été effectuée en juillet.
Le 22 août 2014, il effectue son retour en Premier League en s'engageant pour deux saisons avec West Bromwich Albion.

### Carrière internationale
Il fait sa première apparition en équipe nationale grecque le 28 février 2006 et marque même un but contre la Biélorussie.
Il a dû choisir entre les équipes nationales grecque et australienne bien qu'il n'ait jamais vécu en Australie, mais comme son père est natif de ce pays, il était sélectionnable chez les Socceroos.
Lors de l'Euro 2012, il s'illustre en marquant un but face à l'Allemagne en 1/4 de finale. 
Le 24 juin 2014, lors du Mondial 2014, Samaras inscrit un penalty qui qualifie la Grèce pour les 1/8e de finale au détriment de la Côte d'Ivoire.
Après la rencontre, (90 minutes jouées, 30 passes au total, 1 but, 1 tir), il a reçu le prix : "Homme du Match - Présenté par Budweiser". 

## Statistiques

### En club
Mise à jour : 25 juin 2014
| Saison                | Club                | Pays       | Championnat | Championnat | Coupe Nationale | Coupe Nationale | Coupes d’Europe | Coupes d’Europe | Équipe de Grèce | Équipe de Grèce |
| Saison                | Club                | Pays       | Matchs      | Buts        | Matchs          | Buts            | Matchs          | Buts            | Matchs          | Buts            |
| --------------------- | ------------------- | ---------- | ----------- | ----------- | --------------- | --------------- | --------------- | --------------- | --------------- | --------------- |
| 2002-2003             | SC Heerenveen       | Pays-Bas   | 15          | 4           | 1               | 1               | 0               | 0               | 0               | 0               |
| 2003-2004             | SC Heerenveen       | Pays-Bas   | 27          | 4           | 3               | 0               | 6               | 1               | 0               | 0               |
| 2004-2005             | SC Heerenveen       | Pays-Bas   | 31          | 11          | 1               | 0               | 5               | 0               | 0               | 0               |
| 2005-2006(déc.)       | Manchester City     | Angleterre | 16          | 4           | 2               | 1               | 0               | 0               | 0               | 0               |
| 2006(jan.)-2006(juin) | SC Heerenveen       | Pays-Bas   | 15          | 6           | 1               | 1               | 5               | 2               | 3               | 2               |
| 2006-2007             | Manchester City     | Angleterre | 35          | 4           | 6               | 2               | 0               | 0               | 8               | 1               |
| 2007-2008(déc)        | Manchester City     | Angleterre | 20          | 4           | 2               | 1               | 0               | 0               | 3               | 0               |
| 2008(jan.)-2008(juin) | Prêt Celtic Glasgow | Écosse     | 16          | 5           | 3               | 1               | 2               | 0               | 4               | 0               |
| 2008-2009             | Celtic Glasgow      | Écosse     | 31          | 15          | 6               | 2               | 4               | 0               | 6               | 1               |
| 2009-2010             | Celtic Glasgow      | Écosse     | 32          | 10          | 5               | 0               | 8               | 3               | 12              | 1               |
| 2010-2011             | Celtic Glasgow      | Écosse     | 22          | 3           | 8               | 3               | 4               | 1               | 8               | 1               |
| 2011-2012             | Celtic Glasgow      | Écosse     | 26          | 4           | 5               | 2               | 7               | 0               | 7               | 1               |
| 2012-2013             | Celtic Glasgow      | Écosse     | 25          | 9           | 5               | 0               | 10              | 5               | 6               | 0               |
| 2013-2014             | Celtic Glasgow      | Écosse     | 20          | 7           | 1               | 0               | 12              | 4               | 15              | 2               |

## Buts
Mise à jour : 25 juin 2014
| Buts internationaux de Geórgios Samarás | Buts internationaux de Geórgios Samarás | Buts internationaux de Geórgios Samarás     | Buts internationaux de Geórgios Samarás | Buts internationaux de Geórgios Samarás | Buts internationaux de Geórgios Samarás | Buts internationaux de Geórgios Samarás |
| #                                       | Date                                    | Lieu                                        | Adversaire                              | But                                     | Résultat                                | Compétition                             |
| --------------------------------------- | --------------------------------------- | ------------------------------------------- | --------------------------------------- | --------------------------------------- | --------------------------------------- | --------------------------------------- |
| 1.                                      | 28 février 2006                         | Grèce                                       | Biélorussie                             | 1 - 0                                   | 1 – 0                                   | Match international                     |
| 2.                                      | 1er mars 2006                           | Grèce                                       | Kazakhstan                              | 1 – 0                                   | 2 – 0                                   | Éliminatoires de la Coupe du monde 2006 |
| 3.                                      | 11 octobre 2006                         | Bilino Polje, Zenica, Bosnie-et-Herzégovine | Bosnie-Herzégovine                      | 3 – 0                                   | 4 – 0                                   | Éliminatoires Euro 2008                 |
| 4.                                      | 1er avril 2009                          | Grèce                                       | Israël                                  | 2 – 1                                   | 2 – 1                                   | Éliminatoires de la Coupe du monde 2010 |
| 5.                                      | 10 octobre 2009                         | Grèce                                       | Lettonie                                | 4 – 2                                   | 5 – 2                                   | Éliminatoires de la Coupe du monde 2010 |
| 6.                                      | 17 novembre 2010                        | Autriche                                    | Autriche                                | 1 – 0                                   | 2 – 1                                   | Match amical                            |
| 7.                                      | 7 octobre 2011                          | Grèce                                       | Croatie                                 | 1 – 0                                   | 2 – 0                                   | Éliminatoires Euro 2012                 |
| 8.                                      | 22 juin 2012                            | PGE Arena Gdańsk, Pologne                   | Allemagne                               | 1 - 1                                   | 2 – 4                                   | 2012                                    |
| 9                                       | 24 juin 2014                            | Estádio Castelão, Fortaleza, Brésil         | Côte d'Ivoire                           | 2 - 1                                   | 2 - 1                                   | Coupe du monde 2014                     |

## Palmarès
- Celtic FC
  - Vainqueur du Championnat d'Écosse : 2008, 2012, 2013 et 2014
  - Vainqueur de la Coupe d'Écosse : 2011 et 2013
  - Vainqueur de la Coupe de la Ligue écossaise : 2009